# Шимон (Брашов)
Шимон (рум. Șimon) насеље је у Румунији у округу Брашов у општини Бран. Oпштина се налази на надморској висини од 852 m.

## Становништво
Према подацима из 2002. године у насељу је живело 1238 становника, од којих су сви румунске националности.